# 어 퍼펙트 데이
《어 퍼펙트 데이》(영어: Un día perfecto)는 2015년 스페인의 휴먼다큐영화이다. 파울로 파리아스의 소설 Dejarse Llover를 바탕으로 했으며, 페르난도 레온 데 아라노아가 연출했다. 올가 쿠릴렌코, 베니치오 델 토로, 팀 로빈스, 멜라니 티에리가 출연한다. 칸 영화제에 선공개되었고 다음달 스페인에 개봉했다.

## 출연진
- 베니치오 델 토로 - 맘브루
- 팀 로빈스 - B
- 올가 쿠릴렌코 - 카티아
- 멜라니 티에리 - 소피
- 페댜 슈투칸 (Fedja Štukan) - 다미르